# シガニー・ウィーバー
シガニー・ウィーバー（Sigourney Weaver, 本名: Susan Alexandra Weaver, 1949年10月8日 - ）は、アメリカ合衆国の女優。シガーニー・ウィーヴァーとも表記される。
1975年『Constant Wife』で舞台デビュー。以来、演技派として注目を集める。映画は1976年イスラエルで撮った『Madman』でデビュー。1977年『アニー・ホール』の端役で米映画デビュー。身長5フィート11インチ（約180.3cm）。
映画「エイリアン」シリーズのエレン・リプリー役、映画「ゴーストバスターズ」シリーズのディナ・バレット役、映画『アバター』のグレイス・オーガスティン博士役などで名を知られている。

## 来歴
ニューヨーク州マンハッタン出身。父親はテレビ局の重役・プロデューサーのシルベスター・"パット"・ウィーバー、母親はイギリス人の女優エリザベス・イングリス。
自分の名前が気に入らず、長身の自身に相応しい長い名前をと小説『グレート・ギャツビー』の登場人物「シガーニー・ハワード」から取って、14歳の時から「シガニー・ウィーバー」と名乗っている。

### 俳優デビュー
スタンフォード大学で英語を、イェール大学のスクール・オブ・ドラマで演技を学び、1975年にはジョン・ギールグッド演出、イングリッド・バーグマン主演の舞台『The Constance Wife』に演出助手として付くと共にアンダースタディも得るが、限定公演のため出番はなく、ブロードウェイ・デビューとはならなかった。
その後は、オフ・ブロードウェイの舞台などに出演するようになり、クリストファー・デュラング作品などで活躍。映画に進出すると舞台から離れるが、1984年にはマイク・ニコルズ演出でデイヴィッド・レイヴ作『ハリーバリー』のダーリーン役でブロードウェイ・デビューを飾り、トニー賞助演女優賞にノミネート（共演のジュディス・アイヴィーはトニー賞を受賞）。

### 映画デビュー
1977年にウディ・アレンの『アニー・ホール』の小さな役で映画デビュー。1979年公開の『エイリアン』で、エレン・リプリー役を勝ち取り、1997年の第4作までシリーズ化している。『エイリアンVSプレデター』にも出演のオファーがあったが、断っている。
1988年『ワーキング・ガール』でゴールデングローブ賞 助演女優賞、ダイアン・フォッシーを演じた『愛は霧のかなたに』でゴールデングローブ賞 主演女優賞 (ドラマ部門) を受賞し、アカデミー賞にも両作でノミネートとなった。
2012年、ドラマ『ポリティカル・アニマルズ』でドラマ初主演。
2016年、第64回サン・セバスティアン国際映画祭でドノスティア賞（功労賞）を受賞。
2024年、第81回ヴェネツィア国際映画祭で栄誉金獅子賞が授与された。

## プライベート
私生活では、1984年10月に演出家ジム・シンプソンと結婚（彼の舞台に出演したこともある）。1990年に1女が誕生している。
イェール大学演劇大学院時代のクラスメートにメリル・ストリープがいる。
14歳の時にビートルズのハリウッド・ボウル公演を見に行ったことがあり、それが縁でドキュメンタリー映画『ザ・ビートルズ〜EIGHT DAYS A WEEK - The Touring Years』にインタビュー出演することになった。

## その他
- 『エイリアン4』の宣伝で来日した際、TBSラジオ『伊集院光 深夜の馬鹿力』に遠藤久美子として出演したことがある（詳しくは該当記事参照）
- 江戸川乱歩原作、三島由紀夫脚色の映画『黒蜥蜴』のリメイク権を1980年代に取得している[要出典]。
- アメリカで制定されている銃規制法の賛同者としても知られており、銃が出る映画や殺人シーンのある映画は一切見ない。そのため、『エイリアン2』で自身が演じる主人公のリプリーが銃器を使用する点に関して「とても難しい決断だった」と本人は語っている[9]。なお、近年は演技に関しては軟化したようで『シャドー・チェイサー』でも銃を使うシーンがある。
- 1989年に新日本製鐵（現：日本製鉄）の企業イメージCM「生きることのすべてに、新日鉄。」に出演した[10]。

## フィルモグラフィ

### 映画
| 年   | 題名                                                                        | 役名                                                    | 備考 | 吹き替え                                                                                |
| ---- | --------------------------------------------------------------------------- | ------------------------------------------------------- | --- | --------------------------------------------------------------------------------------- |
| 1977 | アニー・ホール Annie Hall                                                   | アルビーのデート                                        | セリフなし |                                                                                         |
| 1979 | エイリアン Alien                                                            | エレン・リプリー                                        | | 幸田直子（ソフト版） 戸田恵子（テレビ朝日版） 野際陽子（フジテレビ版） 田島令子（LD版） |
| 1981 | 目撃者 Eyewitness                                                           | トニー                                                  | |                                                                                         |
| 1982 | 危険な年 The Year of Living Dangerously                                     | ジル                                                    | |                                                                                         |
| 1983 | 世紀の取り引き Deal of the Century                                          | キャサリン・デヴォオート                                | |                                                                                         |
| 1984 | ゴーストバスターズ Ghost Busters                                            | ダィナ・バレット                                        | 駒塚由衣（ソフト版） 田島令子（フジテレビ版） 鈴木弘子（テレビ朝日版）                                                                |                                                                                         |
| 1985 | シガニー・ウィーバーの大発掘 Une femme ou deux                              | ジェシカ・フィッツジェラルド                            | |                                                                                         |
| 1986 | エイリアン2 Aliens                                                          | エレン・リプリー                                        | 幸田直子（ソフト版） 戸田恵子（テレビ朝日1989年版） 弥永和子（テレビ朝日1993年版） 山像かおり（テレビ朝日2004年版） 鈴木弘子（TBS版） |                                                                                         |
| 1986 | ハーフムーン・ストリート Half Moon Street                                   | ローレン・スローター博士                                | |                                                                                         |
| 1988 | 愛は霧のかなたに Gorillas in the Mist: The Story of Dian Fossey             | ダイアン・フォッシー                                    | 鈴木弘子（ソフト版） 弥永和子（テレビ朝日版）                                                                                         |                                                                                         |
| 1988 | ワーキング・ガール Working Girl                                             | キャサリン・パーカー                                    | 沢田敏子（ソフト版） 弥永和子（テレビ朝日版）                                                                                         |                                                                                         |
| 1989 | ゴーストバスターズ2 Ghostbusters II                                         | ダィナ・バレット                                        | 駒塚由衣（ソフト版） 吉田理保子（フジテレビ版） 勝生真沙子（テレビ朝日版） 弥永和子（機内上映版）                                     |                                                                                         |
| 1992 | エイリアン3 Alien³                                                          | エレン・リプリー                                        | 幸田直子（ソフト版） 戸田恵子（テレビ朝日版） 吉田理保子（フジテレビ版）                                                              |                                                                                         |
| 1992 | 1492 コロンブス 1492: Conquest of Paradise                                  | イサベル1世                                             | 大橋芳枝（ソフト版） 新橋耐子（日本テレビ版）                                                                                         |                                                                                         |
| 1993 | デーヴ Dave                                                                 | エレン・ミッチェル                                      | 弥永和子（ソフト版、テレビ朝日版） |                                                                                         |
| 1995 | 死と処女 Death and the Maiden                                               | ポーリナ                                                | 吉田理保子 |                                                                                         |
| 1995 | ジェフリー! Jeffrey                                                         | デボラ・ムーアハウス                                    | 一城みゆ希 |                                                                                         |
| 1995 | コピーキャット Copycat                                                      | ヘレン・ハドソン                                        | 田島令子（ソフト版） 弥永和子（テレビ朝日版）                                                                                         |                                                                                         |
| 1997 | アイス・ストーム The Ice Storm                                              | ジェイニー・カーヴァー                                  | 一柳みる |                                                                                         |
| 1997 | スノーホワイト Snow White: A Tale of Terror                                 | クラウディア・ホフマン                                  | 幸田直子 |                                                                                         |
| 1997 | エイリアン4 Alien: Resurrection                                             | エレン・リプリー                                        | 幸田直子（ソフト版） 戸田恵子（フジテレビ版）                                                                                         |                                                                                         |
| 1999 | マップ・オブ・ザ・ワールド A Map of the World                               | アリス・グッドウィン                                    | |                                                                                         |
| 1999 | ギャラクシー・クエスト Galaxy Quest                                         | マディソン中尉（グウェン・デマルコ）                    | 小山茉美 |                                                                                         |
| 2000 | CIAの男 Company Man                                                         | デイジー・クインプ                                      | |                                                                                         |
| 2001 | ハートブレイカー Heartbreakers                                              | マックス・コナーズ                                      | 弥永和子 |                                                                                         |
| 2003 | 穴/HOLES Holes                                                              | 所長                                                    | 山像かおり |                                                                                         |
| 2004 | ヴィレッジ The Village                                                      | アリス・ハント                                          | 駒塚由衣（ソフト版） 土井美加（日本テレビ版）                                                                                         |                                                                                         |
| 2006 | スノーケーキを君に Snow Cake                                                | リンダ                                                  | |                                                                                         |
| 2007 | ミッシング 〜消された記憶〜 The Girl in the Park                            | ジュリア                                                | |                                                                                         |
| 2008 | 僕らのミライへ逆回転 Be Kind Rewind                                         | ミス・ローソン                                          | 宮寺智子 |                                                                                         |
| 2008 | バンテージ・ポイント Vantage Point                                          | レックス                                                | 高島雅羅 |                                                                                         |
| 2008 | ベイビーママ Baby Mama                                                      | チャフィー                                              | 弥永和子 |                                                                                         |
| 2008 | ウォーリー Wall・E                                                          | アクシオム・コンピュータ                                | 声の出演 | 小山茉美                                                                                |
| 2009 | アバター Avatar                                                             | グレース・オーガスティン                                | | 弥永和子                                                                                |
| 2011 | バッドトリップ! 消えたNO.1セールスマンと史上最悪の代理出張 Cedar Rapids     | マーシー                                                | | 弥永和子                                                                                |
| 2011 | 宇宙人ポール Paul                                                           | ビッグ・ガイ                                            | | 弥永和子                                                                                |
| 2011 | ミッシング ID Abduction                                                     | ベネット医師                                            | 藤生聖子 |                                                                                         |
| 2011 | ランパート 汚れた刑事 Rampart                                               | ジョーン                                                | 不明 |                                                                                         |
| 2012 | キャビン The Cabin in the Woods                                             | ディレクター                                            | 弥永和子 |                                                                                         |
| 2012 | レッド・ライト Red Lights                                                   | マーガレット・マシスン                                  | 塩田朋子 |                                                                                         |
| 2012 | シャドー・チェイサー The Cold Light of Day                                  | ジーン・キャラック                                      | 塩田朋子 |                                                                                         |
| 2014 | エクソダス:神と王 Exodus:Gods and Kings                                     | トゥーヤ                                                | 駒塚由衣 |                                                                                         |
| 2015 | チャッピー Chappie                                                          | ミシェル・ブラッドリー                                  | 幸田直子 |                                                                                         |
| 2016 | ファインディング・ドリー Finding Dory                                       | 海洋生物研究所の女性アナウンス （シガニー・ウィーバー） | 声の出演 | 八代亜紀                                                                                |
| 2016 | ゴーストバスターズ Ghostbusters                                             | レベッカ・ゴーリン博士                                  | カメオ出演 | 駒塚由衣                                                                                |
| 2016 | 怪物はささやく A Monster Calls                                              | 祖母                                                    | | 塩田朋子                                                                                |
| 2016 | レディ・ガイ The Assignment                                                 | レイチェル・ジェーン医師                                | 高島雅羅 |                                                                                         |
| 2017 | マイヤーウィッツ家の人々 (改訂版) The Meyerowitz Stories (New and Selected) | 本人役                                                  | カメオ出演 | 幸田直子                                                                                |
| 2020 | マイ・ニューヨーク・ダイアリー My Salinger Year                             | マーガレット                                            | | 幸田直子                                                                                |
| 2021 | ゴーストバスターズ/アフターライフ Ghostbusters: Afterlife                   | ディナ・バレット                                        | 駒塚由衣 |                                                                                         |
| 2022 | コール・ジェーン -女性たちの秘密の電話- Call Jane                           | バージニア                                              | |                                                                                         |
| 2022 | Master Gardener                                                             | Mrs. Haverhill                                          | N/A |                                                                                         |
| 2022 | アバター:ウェイ・オブ・ウォーター Avatar: The Way of Water                  | キリ グレース・オーガスティン                           | 早見沙織（キリ） 高島雅羅（グレース）                                                                                                 |                                                                                         |
| 2025 | 深い谷の間に The Gorge                                                      | バーソロミュー                                          | 幸田直子 |                                                                                         |
| 2025 | アバター:ファイヤー・アンド・アッシュ Avatar: Fire and Ash                  | キリ                                                    | ポスプロ | TBA                                                                                     |
| 2026 | The Mandalorian and Grogu                                                   | ビショップ大佐                                          | ポスプロ | TBA                                                                                     |
| TBA  | Dust Bunny                                                                  |                                                         | | TBA                                                                                     |

### テレビシリーズ
| 年   | 題名                                                                             | 役名                 | 備考                                                                                               | 吹き替え |
| ---- | -------------------------------------------------------------------------------- | -------------------- | -------------------------------------------------------------------------------------------------- | -------- |
| 2012 | ポリティカル・アニマルズ Political Animals                                       | エレイン・バリッシュ | ミニシリーズ、計6話出演 ゴールデングローブ賞 主演女優賞（ミニシリーズ・テレビ映画部門） ノミネート | 戸田恵子 |
| 2017 | Marvel ザ・ディフェンダーズ Marvel's The Defenders                               | アレクサンドラ       | ミニシリーズ、計6話出演                                                                            | 駒塚由衣 |
| 2019 | ダーククリスタル: エイジ・オブ・レジスタンス The Dark Crystal: Age of Resistance | 神話の語り手         | Netflix人形劇シリーズの声                                                                          |          |
| 2023 | 赤の大地と失われた花 The Lost Flowers of Alice Hart                              | ジューン・ハート     | 計7話出演 兼製作総指揮                                                                             | 幸田直子 |

## 日本語吹き替え
専属の声優はいなかったものの、弥永和子が最も多く担当した。
エイリアンシリーズでは全作を幸田直子と戸田恵子が担当し、ゴーストバスターズシリーズでは駒塚由衣が担当した。
他には鈴木弘子や田島令子が複数回担当している。

## 受賞とノミネート
『愛は霧のかなたに』
- ゴールデングローブ賞 主演女優賞 (ドラマ部門) 受賞

『ワーキング・ガール』
- ゴールデングローブ賞 助演女優賞 受賞

『アイス・ストーム』
- 英国アカデミー賞 助演女優賞 受賞

## 参照
1. ↑  “Sigourney Weaver – Biography”.   Akas.imdb.com. 2010年7月12日閲覧。
2. ↑  “Sigourney Weaver”.   Akas.imdb.com. 2010年7月12日閲覧。
3. ↑  VINCIGUERRA, THOMAS (2005年9月11日). “Stars of Stage, Screen ... and Freshman Biology”. The New York Times (New York City) 2008年2月1日閲覧。
4. ↑  “Training Great Actors: A Scene from Shakespeare”. Yale University Tercentennial (April Weekend Videos).   Yale University (2001年). 2008年2月1日閲覧。
5. ↑  “功労賞受賞シガーニー・ウィーヴァーのスピーチがかっこよすぎる”. シネマトゥデイ. (2016年9月29日) 2016年9月29日閲覧。
6. ↑  “シガニー・ウィーバー、ベネチア国際映画祭の生涯功労賞を受賞へ”. 映画.com (エイガ・ドット・コム). (2024年7月2日) 2024年7月14日閲覧。
7. ↑  “Charlotte Simpson Bio”.   imdb.com. 2011年10月17日閲覧。
8. ↑  “ビートルズ記録映画にシガニー・ウィーバーがインタビュー出演、14歳当時の写真も”. 2016年9月6日閲覧。
9. ↑  『エイリアン2』のメイキングインタビューより。
10. ↑  「CF撮影余話」『近代企業リサーチ 8月10日』第595号、中小企業経営管理センター事業部、1989年8月10日、77頁、NDLJP:2652096/39。
11. ↑  前作でリプリーを担当した吉田理保子が引退したため変更された。なお、戸田がリプリーを担当していた日曜洋画劇場では2003年4月13日に初めて本作が放映された。
12. ↑  “シガニー・ウィーバー、本人役で『ニモ』続編に登場”. ORICON STYLE. (2016年6月11日) 2016年7月5日閲覧。